# Grande médaille de la francophonie
La Grande Médaille de la francophonie est un prix annuel créé par l'Académie française en 1986.

## Liste des lauréats

### Années 1980
- 1986 : Jean-Paul Cachera et Martial Bourassa pour La Maladie coronaire
- 1987 : André Ferré
- 1988 : Jacques Leprette pour son action diplomatique
- 1989 : Christian Valantin pour son action diplomatique et Maurice Moriau pour Plaquettes sanguines (édition bilingue français-anglais)

### Années 1990
- 1990 : José Guilherme Merquior et Axel Kahn
- 1991 : Junzō Kawada (de) pour ses travaux multidisciplinaires publiés en français et Noureddine Aba pour l'ensemble de son œuvre
- 1992 : Stig Strömholm (en) et Maurice Métral
- 1993 : Abdellatif Laraki, Manuela Carneiro da Cunha (en) et Habib el-Malki
- 1994 : Andrew Brown, Saliou Touré, Ulla Kölving et Liliane Lienert
- 1995 : Jacques Caen pour la coopération franco-chinoise en médecine et Stowell Goding
- 1996 : Adnan Zmerli pour son action dans le monde francophone et l'Association française d'action artistique
- 1997 : André Brincourt pour Langue française, Terre d'accueil (Grasset)
- 1998 : Eduardo Viveiros de Castro et Jusuf Vrioni pour ses traductions de l'œuvre d'Ismail Kadaré
- 1999 : Assia Djebar

### Années 2000
- 2000 : Andreï Makine pour l'ensemble de son œuvre
- 2001 : François Ricard et Roland Mortier
- 2002 : Marek Bieńczyk, Raïssa Telechova et Cai Hua
- 2003 : Lê Thành Khôi (vi) et Ghassan Salamé
- 2004 : Henry Cuny, diplomate, ambassadeur de France en Arménie (2003-2006) puis en Slovaquie (2007-2010)
- 2005 : Elias Sanbar pour l'ensemble de son œuvre écrite en français
- 2006 : Alberto Arbasino
- 2007 : Nahal Tajadod
- 2008 : Dimitri Analis (el)
- 2009 : Nadia Benjelloun (journaliste franco-marocaine)

### Années 2010
- 2010 : Jean-Claude Corbeil
- 2011 : Daryush Shayegan
- 2012 : Michèle Rakotoson
- 2013 : Dong Qiang (董强), professeur à l'université de Pékin, traducteur et Boualem Sansal
- 2014 : Fouad Laroui[1], écrivain maroco-néerlandais
- 2015 : Gabriel Garran
- 2016 : Stromae, chanteur belge
- 2017 : François Boustani, cardiologue et historien, fondateur du site et des Journées de la Cardiologie francophone
- 2018 : Kamel Daoud[2], journaliste et écrivain algérien
- 2019 : Jean Pruvost, lexicologue et historien français

### Années 2020
- 2020 : Lise Gauvin, écrivaine canadienne
- 2021 : Abdourahman Waberi, écrivain djiboutien
- 2022 : Le quotidien francophone L'Orient-Le Jour, quotidien libanais de langue française
- 2023 : Camille Limoges, historien canadien
- 2024 : Edwin M. Duval (en), professeur américain
- 2025 : Alice Kaplan, historienne américaine, spécialisée dans l'histoire de la littérature française